# آلن یانگ
آلن یانگ (انگلیسی: Allan Young; ۲۰ ژانویهٔ ۱۹۴۱ – ۸ دسامبر ۲۰۰۹) بازیکن فوتبال اهل بریتانیا بود.
از باشگاه‌هایی که در آن بازی کرده‌است می‌توان به باشگاه فوتبال تورکی یونایتد، باشگاه فوتبال چلسی، باشگاه فوتبال ویمبلدون، و باشگاه فوتبال آرسنال اشاره کرد.